# 貝尤什

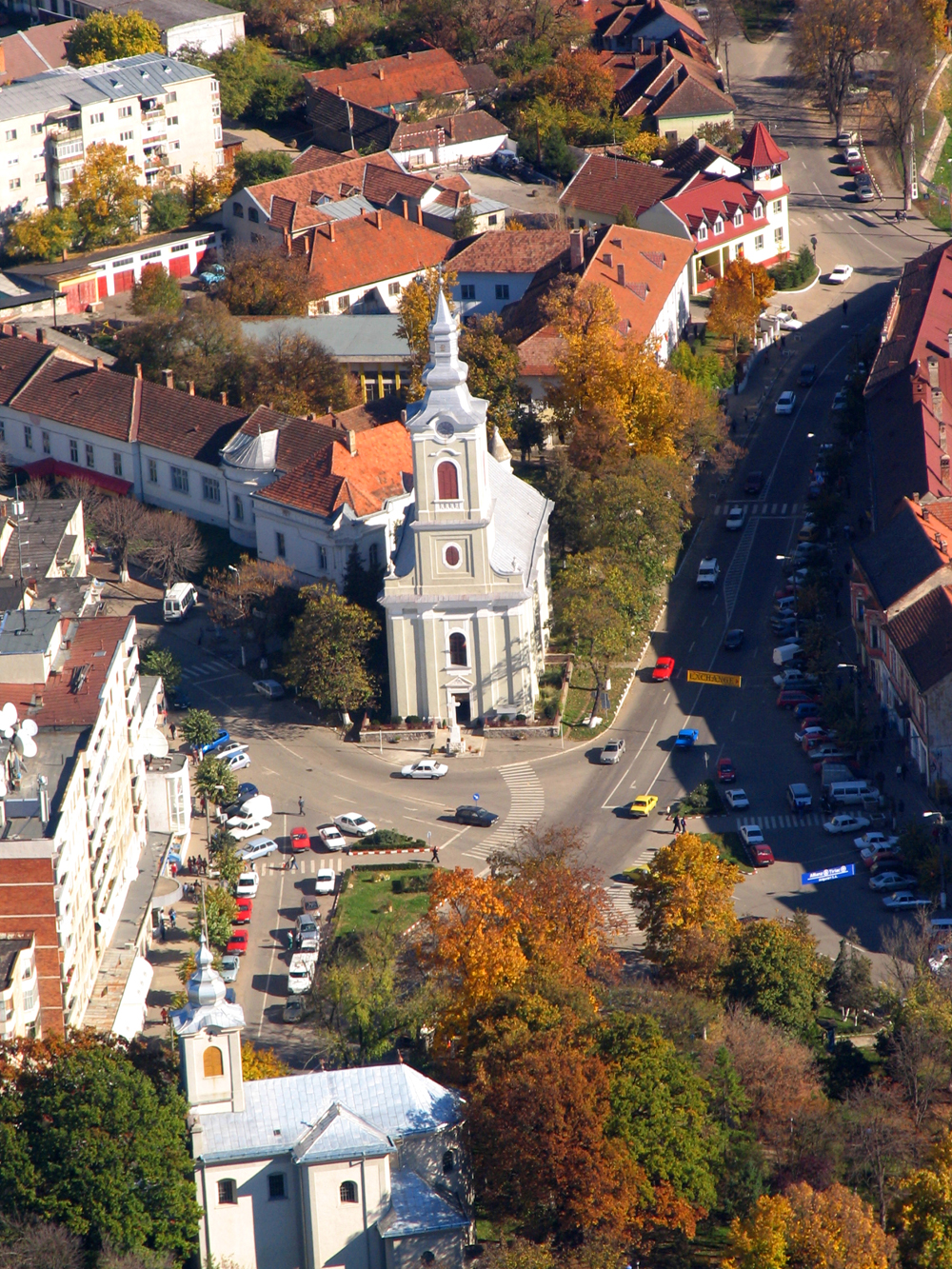

貝尤什是羅馬尼亞的城鎮，位於該國西北部，距離首府奧拉迪亞56公里，由比霍爾縣負責管轄，面積24.46平方公里，海拔高度189米，2009年人口11,077，大多數居民信奉東正教。